# Široka strana moja rodnaja
Široka je zemlja moja domovina (ruski: Широка страна моя родная, Široka strana moja rodinaja), također poznata i kao Pjesma o domovini (ruski Песня о родине, Pesnja o rodine) znamenita je ruska i sovjetska domoljubna pjesma. 
Glazbu je skladao Isak Dunajevski, a tekst napisao Vasilij Lebedev-Kumač; napisana je 1936. za potrebe filmskog mjuzikla Cirk. Melodija tijekom filma služi lajtmotiv, sve do završne scene u kojoj je likovi pjevaju na prvomajskoj paradi na Crvenom trgu. Tekst izražava ponos i oduševljenje život u „prostranoj” domovini, lišenoj etničkih, rasnih i klasnih predrasuda. Pjesma je dosegla toliku popularnost da je njen odlomak na vibrafonu 1939. godine postao službeni džingl sovjetskog državnog radija. Tijekom destaljinizacije u 1950-im, iz nje je izbačen dio u kojem se slavi Staljin. 

## Vanjske poveznice
- Mention on the Russian National Anthems site  Arhivirana inačica izvorne stranice od 1. srpnja 2005. (Wayback Machine)
- Sheet music  Arhivirana inačica izvorne stranice od 1. srpnja 2005. (Wayback Machine)